# Чёрнохолуницкий пруд
Чёрнохолуни́цкий пруд — водохранилище на реке Чёрная Холуница рядом с одноимённым посёлком. По площади водного зеркала (390 га) до 2006 г. уступал в Кировской области только Белохолуницкому и Омутнинскому прудам. После реконструкции водохранилища 2006—2007 гг. площадь водного зеркала, по-видимому, сократилась и пруд уступил третье место Кирсинскому пруду.
Длина водохранилища в зависимости от времени года изменяется от 4,5 км (летом) до 5,5 км (весной). Площадь водного зеркала изменяется в пределах от 350 до 400 га, запас пресной воды — от 8 до 15 млн км². Высота над уровнем моря — 178,2 м.
Пруд образован плотиной, длина которой составляет 757 м. Плотина в настоящее время имеет один прорез.

## История
Проект плотины был разработан в 1760, создание начато в 1766. Сооружение водохранилища было обусловлено нуждами чугунолитейного и железоделательного завода (турбины, стоящие на плотине приводили в действие механизмы на заводе). Однако в связи с проблемами, возникшими при его строительстве, и создание пруда затянулось. В 1769 году была совершена попытка окончить строительство завода и пруда, но внезапный прорыв плотины не позволил этого сделать. Окончательно завершено строительство было в 1810.
Спустя 100 лет завод был остановлен, а после возобновления производства в 1925 потребовалась реконструкция гидроузла, при которой в 1929—1930 пруд выпускался.
В связи с закрытием завода в 1956, а значит утраты статуса промышленного водоёма, уровень пруда стали держать несколько ниже, были засыпаны два из трёх прорезов.
В 1957 на берегу Чёрнохолуницкого пруда построен пионерский лагерь «Зелёная стрелка», тем самым были отчасти реализованы рекреационные ресурсы водоёма, однако после перестройки пионерлагерь был закрыт. Чёрнохолуницкий, а затем Омутнинский леспромхозы использовали водохранилище, накопляя и спуская часть воды в реку для увеличения её полноводности в период лесосплава. В 1980 производится ремонт плотины и водоспуска. В связи с обветшанием старой деревянной плотины в 2007—2008 произведено строительство новой, железобетонной с металлическими заслонками, при этом пруд выпускался (при падении уровня воды около 5 метров площадь зеркала уменьшилась примерно в 4 раза), что привело к резкому снижению численности рыбы.
В 2013 и 2014 годах на берегу пруда проводился 1 и 2 фестиваль подводной охоты "Вятский Карась". Участники также провели выпуск раков в водохранилище. От дальнейших проведений в данном месте решено было отказаться в связи с минимальным количеством рыбы в пруду на тот момент, по сравнению с большинством других водоемов.

## Значение
В связи с отсутствием в течение уже более 50 лет какого-либо загрязняющего производства и сельхозпредприятий на берегах пруда (80 % береговой линии — лес и отчасти покосы) пресная вода в нём является экологически чистой, что делает её запас, как и сам пруд, стратегически важным ресурсом общества.
Пруд небогат рыбой, в пруду обитают: плотва, окунь, ёрш, лещ, щука, карп и раки. Кроме того, водоем постоянно испытывает прессинг браконьеров.
На берегу пруда находится одно из двух форелевых хозяйств Кировской области.